# 大目歧鬚鮠
大目歧鬚鮠，為輻鰭魚綱鯰形目倒立鯰科的其中一種，為熱帶淡水魚，被IUCN列為易危保育類動物，分布於非洲烏干達Aswa河流域，體長可達17.3公分，棲息在底中層水域，生活習性不明。